# 花宮初奈「217find!」
『花宮初奈「217find!」』（はなみやにいな にいなふぁいんど）は、2024年4月5日からAuDeeにて配信されているインターネットラジオ番組。

## 概要
声優・花宮初奈の初めての単独音声番組。花宮の好きなエジプトをはじめとする世界中のあらゆる魅力を一緒に学んだり、発見・成長していくプログラムである。
前半は無料だが、「番組メンバーシップ」に登録すると限定パートやアーカイブが聴ける。番組メンバーシップには2種類のプランがあり、限定パートやアーカイブが聴ける「通常プラン」と、さらに"花宮初奈手書き月替りコレクション缶バッジ"が毎月送られる「スペシャルプラン」がある。
2024年10月には1ヶ月限定でラジオが地上波に進出。「花宮初奈の217find! うぃそんぐ ふぉ〜ゆー」がAuDee CONNECT木曜日27:30〜28:00、JFN系33局で放送された。

### 番組オリジナル会員証
2024年3月29日から2024年4月30日の期間中に入会・応募したリスナーには、早期入会キャンペーン特典としてもれなく全員に「番組オリジナル会員証」がプレゼントされた。その中で抽選で10名には直筆サイン入りの会員証が送付された。会員証は、花宮が好きなくすんだピンク色をベースに番組ロゴ、そして「民として、美しくあれ！」というメッセージが書かれたカードとなっている。

## ゲスト
- #14（2024/07/05）～ #15（2024/07/12）- 鈴木みのり
- #24（2024/09/13）～ #25（2024/09/20）- 夕綺友里杏（太陽と踊れ月夜に唄え）

## コーナー

### ふつおた[6]
リスナーからのメッセージを紹介。主に無料パートで配信している。

### うぃあーざわーるど![6]
世界各地の情報を募集し、世界の文化や知識、雑学などを楽しく学ぶコーナー。

### 私がえびぷと王[6]
花宮初奈を王とし、番組独自のエジプトを創るための"ユニークな法律"を募集するコーナー。コーナー名は#41で「私がエジプト王になったら」から「私がえびぷと王」へと変更された。以下は決まった法律である。
| えびぷとの法律 | えびぷとの法律                                                                                         | えびぷとの法律                                                                                       |
| 回             | 法律                                                                                                   | 備考                                                                                                 |
| -------------- | --- | --- |
| #3             | 民として、リアクションは"美しく"あれ                                                                   | 美くない物事、言動は禁止                                                                             |
| #3             | 民として、音楽関連の特技を持つべし                                                                     | |
| #3             | 民として、10月24日の王の誕生日を忘れるべからず                                                         | |
| #4             | 民として、えびぷとポイントで売買せよ                                                                   | 何かしらのグッズなどに交換できる                                                                     |
| #5             | 民として、王より先に美味しいものを口にするべからず                                                     | |
| #5             | 民として、イヤホンを無料配布し分かち合うことを望む                                                     | 配布した者にはポイント2倍を授ける                                                                    |
| #9             | 民として、毎日ティータイムを設け、美味しいお店は王へ直ちに報告せよ                                     | |
| #9             | 民として、筋トレおよび体力づくりは義務である                                                           | ピラミッド建築に貢献せし者にはご褒美とポイントあり                                                   |
| #9             | 民として、礼儀正しくおたよりを送るべし                                                                 | |
| #12            | 国として、毎月27日（にいなの日）はすべてのものを 27%引きとすう                                         | |
| #12            | 民として、毎月目標を決め、達成すべき時はえびぷとポイントを授ける                                       | 未達成ならば没収されることを心得よ                                                                   |
| #12            | 民として、他国の料理人を住まわせよ                                                                     | |
| #16            | 民として、夕焼けチャイムは王の好きな曲を流すべし                                                       | |
| #16            | 民として、掃除・整理整頓を欠かすべからず                                                               | 建築・配布等の業務従事中は免除される                                                                 |
| #16            | 民として、ファラオのステージは後ろの民まで視界確保ができる造りにつとめよ                               | |
| #18            | 民として、えびぷとの公式色は"青"                                                                       | |
| #18            | 民として、イベントのドレスコードは"青"のものを身に着けるべし                                           | |
| #18            | 民として、お祭りの出店の際は「エビフライすくい」を1店舗以上出店すべし                                  | |
| #20            | 民として、誰もが時々に応じてオアシスを用意し、アイスを無料提供すべし                                   | "チョコミント"、"ラブポーションサーティワン"、"葛アイスバー"は常設とする                             |
| #20            | 民として、本物のエジプトとは混同しないように、国の名前を決めた以上、堂々と名乗るべし                   | 国名は「えびぷと」                                                                                   |
| #22            | 民として、ピラミッドと同じ寸法の三角を植物と花宮用で2つ作るべし                                        | アンチエイジングの力ありとされる                                                                     |
| #26            | 民として、美術館には猫カフェを常設すべし                                                               | 売上は猫たちの食費とする                                                                             |
| #28            | 民として、国の発明品にはすべて"217"を付けよ                                                            | 自国で作ったものを分かりやすくするため                                                               |
| #28            | 民として、217の数字にまつわるものを持つべし                                                            | |
| #31            | 民として、飲食店を開く際は、えびを使った料理を必ずメニューに入れよ                                     | 生えびは禁止とする                                                                                   |
| #31            | 民として、和菓子屋を営む者は公務員となり、王が好みの和菓子を提供するべし                               | 求肥系の上生菓子、グリーンティー、煎茶、抹茶、白玉ぜんざい、白味噌のお味噌汁は必ずメニューに入れます |
| #31            | 民として、毎日午前2時17分に、王が選んだ曲を国中に放送すべし                                            | |
| #33            | 国として、えびを養殖しつつ、民が生でも食べれる非アレルゲン甲殻類を開発せよ                             | 開発に成功すると、エジプトポイント100ポイントもらえます                                              |
| #33            | 民として、転入時に作れるパンを申し込むべし                                                             | |
| #33            | 民として、街中のゴミ箱はすべて可愛らしい形にすべし                                                     | 例：猫の顔のスフィンクス、ちっちゃいピラミッド、ネフェルティティ、ミイラなど                         |
| #35            | 国として、国名は「えびぷと」なり                                                                       | |
| #37            | 国として、伊達メガネを全国で配布すべし                                                                 | |
| #37            | 民として、大晦日は年越しえびをオススメするなり                                                         | えびが苦手な者は年越しそばでもよい                                                                   |
| #37            | 民として、毎月ちゃんと貯金してね                                                                       | |
| #39            | 民として、おせちにはえびを多めに入れるべし                                                             | |
| #39            | 民として、王への返事は「うぃ！」                                                                       | |
| #41            | 国として、えびぷとに銀行を設立し、えびぷとポイントの価値を一元的に管理・維持するべし                   | |
| #44            | 民として、傘の持ち手には必ずえびの装飾を付けるべし                                                     | |
| #44            | 民として、メガネをかけると生涯で1回だけ1えびぷとポイントを与える                                       | |
| #47            | 民として、必ずマイ・ティーカップ＆ソーサーを1つ所有せよ                                                | |
| #53            | 国として、ヒエログリフ・パステト・えびをモチーフにしたデザインマンホールを設置するべし                 | 王はマンホールから出てくるかもしれません                                                             |
| #53            | 民として、パステトちゃん（cv. 王：花宮初奈）を主人公にした教育番組を放送せよ                           | 王は多くのキャラクターを創作し、声優オーディションを経て、皆でアニメを制作したいと考えています       |
| #55            | 民として、王の肖像画を描いた者には1えびぷとポイントを授与する                                          | |
| #55            | 国として、えびぷとの発展のため、技術職員を採用すべし                                                   | 王は特に「えび型ロケット」の開発を強く希望する                                                       |
| #58            | 民として、えびを食べる日は「えびの恩返しデー」と定め、人に優しく接し、褒め、助けるなどの善行を行うべし | 精神的な「えびかろりー」の循環を促進すること                                                         |
| #58            | 国として、「えびぷしょんカラー」を制定すべし                                                           | |
| #63            | 民として、「競えび（けいえび）」に参加し、水槽内でどのえびが先にゴールするかを予想する競技を楽しむべし | 参加したえびは食用にしてはならない                                                                   |
| #63            | 毎年春に「春のエビ祭り」を開催すべし                                                                   | |
| #65            | 国として、「えびぷとペイ」制度を導入し、QRコードによる決済を可能とす                                   | 決済音声はパステトちゃんの声とする                                                                   |
| #65            | 国として、「えびの水族館」を建設し、世界中の珍しいえびを展示すべし                                     | |
| #67            | 国として、全国でメガネのレンタル制度を実施すべし                                                       | 伊達メガネも対象                                                                                     |
| #69            | 国として、「お悩み相談箱」を設置し、専用アプリによっていつでも投稿できるようにすること                 | 専用アプリも提供し、いつでも悩みを投稿できるようにします                                             |
| #69            | 国として、さまざまな経験を持つ先生を招致すべし                                                         | 倫理の先生と音楽の先生を重視し、バレエは王自らが担当するものとする                                   |

#### えびぷとポイント制度
えびぷとの王である花宮初奈が、より良い国を築き、民一人ひとりが成長することを目的として制定したポイント制度。民の活動や貢献に応じて"えびぷとポイント"が付与され、様々な特典やグッズと交換が可能。
| えびぷとポイント取得方法                   | えびぷとポイント取得方法 |
| 活動内容                                   | 獲得ポイント |
| ------------------------------------------ | --- |
| 「私がえびぷと王」コーナーにお便り採用     | 採用された場合、1ポイントが付与される。 - 法律された場合、追加で1ポイントが付与される。 - 本職でえびぷとにで働く意思がある投稿者（例：銀行員の民がえびぷとの銀行での勤務を希望する場合など）には、追加で2ポイントが付与される。 |
| 過去回(#1~#41)のやり取りを整理し、提出する | 10ポイント（負担が大きい場合、15ポイント） |
| イヤホンを配布する                         | 2ポイント |
| 毎月の目標を設定し、達成する               | 1ポイント |
| ピラミッドの建築に貢献する                 | 1ポイント |
| 非アレルゲン甲殻類の開発に成功する         | 100ポイント |
| 眼鏡をかけます                             | 1ポイント |
| 法律違反を行い、指名手配された場合         | -1ポイント（指名手配後も改善が見られない場合、全ポイント没収の可能性あります） |
| 王の肖像画を一枚制作する                   | 1ポイント |

### 217カード・クエスチョン！[6]
花宮初奈のことをもっと知ってもらうために、リスナーから一言の質問を募集し答えていくコーナー。

### 履歴書に書けない特技[6]
リスナーの履歴書に書けないようなちょっとした特技を紹介するコーナー。

### GOZONJI（仮）[6]
えびぷとの王として民の暮らしを学ぶべく、リスナーから"普通のこと"を募集するコーナー。一般的な習慣や日常の知識などを通して、王が民との距離を縮めていく。コーナータイトルは仮称で、タイトル案もあわせて募集中。

### 丑三つ時の217find！[6]
リスナーから寄せられた恐怖体験や不思議な話、学校の怪談などこわこわなエピソードを紹介するコーナー。

### キング・オブ・〇文字![6]
リスナーから最強だと思う〇文字（文字数は月の数・ひらがな or カタカナ表記・文章も可）の言葉を募集し、最強の言葉を発見するコーナー。
| キング・オブ・〇文字 | キング・オブ・〇文字                                                   |
| 回                   | 今週の最強の〇文字                                                     |
| -------------------- | ---------------------------------------------------------------------- |
| #8（5文字）          | やこうばす（夜行バス）                                                 |
| #9（5文字）          | ねていいよ（寝ていいよ）                                               |
| #9（5文字）          | きんようび（金曜日）                                                   |
| #10（6文字）         | こたつみかん                                                           |
| #13（6文字）         | ポニーテール                                                           |
| #18（7文字）         | きかんげんてい（期間限定）                                             |
| #21（8文字）         | たいでえびをつる（鯛で海老を釣る）/ 海老好きの花宮がことわざを逆に変換 |
| #23（8文字）         | もふもふたぷたぷ / リスナーの飼っている猫のお腹                        |
| #26（9文字）         | そうりょうむりょう（送料無料）                                         |
| #29（10文字）        | おさんぽちゅうのいぬ（お散歩中の犬）                                   |
| #34（11文字）        | ひとはみかけによらない（人は見かけによらない）                         |
| #38（12文字）        | ぷれぜんとこうかんしよう（プレゼント交換しよう）                       |
| #48（2文字）         | つつ                                                                   |
| #52（3文字）         | なかま（仲間）                                                         |
| #56（4文字）         | えっくす（X）                                                          |
| #61（15文字）        | えびぷとのたみといっしょのとき（えびぷとの民と一緒の時）               |
| #65（16文字）        | げいじゅつのことはじぶんにしたがう（芸術のことは自分に従う）           |
| #69（17文字）        | はなびをみつめるゆかたのおんなのこ（花火を見つめる浴衣の女の子）       |

### あなたとうぃそんぐ[6]
毎月花宮初奈が選んだ楽曲について、リスナーから寄せられた感想を紹介しながら、一緒に語り合うコーナー。

### AuDee CONNECT 木曜日「花宮初奈の217find! うぃそんぐ ふぉ〜ゆー」

#### うぃそんぐ ふぉ〜ゆー
2024年10月限定でAuDee CONNECT木曜日27:30〜28:00、JFN系33局で放送された「花宮初奈の217find! うぃそんぐ ふぉ〜ゆー」内のコーナー。花宮がX(Twitter)で好きな楽曲を紹介しているハッシュタグ"#うぃそんぐ"のスペシャル版。毎週テーマに沿って選曲。
| オンエア曲                  | オンエア曲                                                                                           |
| 回 【テーマ】               | うぃそんぐ                                                                                           |
| --------------------------- | --- |
| #1 きっかけそんぐ           | OP. LEVEL5-Judgelight- / fripSide                                                                    |
| #1 きっかけそんぐ           | 1. パート・オブ・ユア・ワールド（日本語バージョン）/ すずきまゆみ                                    |
| #1 きっかけそんぐ           | 2. 心拍数 #0822（feat. 初音ミク）/ 蝶々P                                                             |
| #1 きっかけそんぐ           | 3. ツギハギスタッカート（feat. 初音ミク）/ とあ                                                      |
| #1 きっかけそんぐ           | 4. ミュージックミュージック（feat. 初音ミク）/ とあ                                                  |
| #1 きっかけそんぐ           | 5. チェックメイト（feat. GUMI）/ ゆちゃP                                                             |
| #1 きっかけそんぐ           | ED. モザイクロール（feat. GUMI）/ DECO*27                                                            |
| #2 厨二心をくすぐられた歌   | OP. Get Over / Dream                                                                                 |
| #2 厨二心をくすぐられた歌   | 1. ヘッドフォンアクター / じん                                                                       |
| #2 厨二心をくすぐられた歌   | 2. 六兆年と一夜物語 / kemu feat. IA                                                                  |
| #2 厨二心をくすぐられた歌   | 3. ワールズエンド・ダンスホール / wowaka                                                             |
| #2 厨二心をくすぐられた歌   | 4. ヒビカセ / Giga                                                                                   |
| #2 厨二心をくすぐられた歌   | 5. 永遠に幸せになる方法、見つけました。/ うたたP                                                     |
| #2 厨二心をくすぐられた歌   | 6.人生リセットボタン / kemu                                                                          |
| #2 厨二心をくすぐられた歌   | ED. Quiet Night C.E.73 / ミーア・キャンベル（CV.田中理恵）                                           |
| #3 アニソン・キャラソン     | OP. Reason / 玉置成実                                                                                |
| #3 アニソン・キャラソン     | 1. AXIA〜ダイスキでダイキライ〜 / ワルキューレ/（カナメΔ安野希世乃/レイナΔ東山奈央/マキナΔ西田望見） |
| #3 アニソン・キャラソン     | 2. 侵略ノススメ☆ / ULTRA-PRISM with イカ娘（金元寿子）                                               |
| #3 アニソン・キャラソン     | 3. トライアングラー（fight on stage）/ ランカ・リー=中島愛、シェリル・ノーム starring May'n          |
| #3 アニソン・キャラソン     | 4. アンバランスなKissをして / 高橋ひろ                                                               |
| #3 アニソン・キャラソン     | 5. 雪、無音、窓辺にて。/ 長門有希 (CV.茅原実里)                                                      |
| #3 アニソン・キャラソン     | ED. 私は雨（feat. 宵崎奏, 朝比奈まふゆ, 東雲絵名, 暁山瑞希 & 鏡音レン）/ 25時、ナイトコードで。      |
| #4 雨の日でも気分があがる曲 | OP. B.O.F / Poppin'Party                                                                             |
| #4 雨の日でも気分があがる曲 | 1. Dear（feat. 初音ミク）/ 19's Sound Factory                                                        |
| #4 雨の日でも気分があがる曲 | 2. 青春コンプレックス / 結束バンド                                                                   |
| #4 雨の日でも気分があがる曲 | 3. あのバンド / 結束バンド                                                                           |
| #4 雨の日でも気分があがる曲 | 4. メリーバッドエンド / 96猫                                                                         |
| #4 雨の日でも気分があがる曲 | 5. 自傷無色（feat. 初音ミク）/ ねこぼーろ                                                            |
| #4 雨の日でも気分があがる曲 | ED. 神々が恋した幻想郷 / 上海アリス幻樂団                                                            |
| #5 東方縛り                 | OP. マツヨイナイトバグ（feat.ビートまりお & MARON）/ COOL&CREATE                                     |
| #5 東方縛り                 | 1. the boogey monster / 凋叶棕 × ホシニセ                                                            |
| #5 東方縛り                 | 2. 絡繰りドール（feat. Nana Takahashi）/ SOUND HOLIC                                                 |
| #5 東方縛り                 | 3. 墓標 / 凋叶棕                                                                                     |
| #5 東方縛り                 | 4. PRESERVED VAMPIRE（feat. Nana Takahashi）/ SOUND HOLIC                                            |
| #5 東方縛り                 | 5. 空に近い場所 / 凋叶棕                                                                             |
| #5 東方縛り                 | ED. インターネットサバイバー（あやぽんず* feat.ビートまりお）/ COOL&CREATE                           |

## 最後の一言
番組最後の締めの挨拶として、花宮が普段使っている関西弁で一言コメント。
| 最後の一言 | 最後の一言                                           |
| 回         | コメント                                             |
| ---------- | ---------------------------------------------------- |
| #4         | たくさんのお便りおおきにやで～                       |
| #5         | 来週も頑張ってな～                                   |
| #6         | 鳥は可愛いで～                                       |
| #7         | トムヤムクン食べたいなぁ                             |
| #8         | 来週からも頑張ってな～                               |
| #9         | 最強の6文字も待ってんで～ファラオ～                  |
| #10        | 行ってらっしゃ～い。気ぃ付けてや                     |
| #11        | 6月は、ジューンブライドやんな？                      |
| #12        | 来週は、新コーナーを発表すんで～                     |
| #13        | 今日の朝ご飯は、何食べたん？                         |
| #14        | また来週、お会いしましょう～（ゲスト：鈴木みのり）   |
| #15        | 声で伝える[7文字で]（ゲスト：鈴木みのり）            |
| #16        | 来週から、夏休み？                                   |
| #17        | 今日もめちゃめちゃ仕事頑張ってな～                   |
| #18        | 熱中症気ぃ付けてな～                                 |
| #19        | 暑くて力出ぇへん…                                    |
| #20        | 今日は2度寝禁止やで～                                |
| #21        | 来週は、スペシャルな217find!やで～                   |
| #22        | うらめしや～、やで                                   |
| #23        | オータムも頼むで～                                   |
| #24        | また来週、お会いしましょう～（ゲスト：夕綺友里杏）   |
| #25        | やる気！元気！夕綺！[9文字で]（ゲスト：夕綺友里杏）  |
| #26        | 来月は、バースデーですねん                           |
| #27        | もうすぐ、年とってまう～                             |
| #28        | 今月は、誰の誕生日があるかわかる？                   |
| #29        | 甘エビ100%のかっぱえびせん、見つかれへん～           |
| #30        | バースデーを皆が盛り上げてくれたこと、忘れへんで～   |
| #31        | 11月はのーべんばー、やで〜                           |
| #32        | コーナーのメッセージ、めっちゃ待ってるで〜           |
| #33        | あと11ヶ月後には私の誕生日が来るで～                 |
| #34        | たくさんの国名送ってもろてありがとうやで〜           |
| #35        | 最近、関西弁が抜けへん                               |
| #36        | みんなはクリスマスなにするん？                       |
| #37        | 来週は一緒にメリクリしやん？                         |
| #38        | 来週はいい感じのお知らせするで〜                     |
| #39        | 来週は年の初めのアレやで！                           |
| #40        | 2025年もよろしくお願いいたしますで～                 |
| #41        | 来週も2025年やねんで～                               |
| #42        | 今月はじゃぬありーやで～                             |
| #43        | ロケ楽しかったわ～                                   |
| #44        | 次はふぇぶらりーちゃうん？                           |
| #45        | 来週はバレンタインですやん                           |
| #46        | 明後日も聞いてほしいねーん                           |
| 特別編     | チケット先行抽選はまだまだ受付中ですねーん           |
| #47        | 3月も頼むで〜                                        |
| #48        | ナイル川のほとりで待ってるで～                       |
| #49        | 卒業シーズンやな～しみじみ〜                         |
| #50        | 暖かくなってきたな～                                 |
| #51        | みんなは確定申告頑張った？                           |
| #52        | 会いたいわ～                                         |
| #53        | ナイル川って大きいから迷子にならんようにな～         |
| #54        | 等身大アクリルスタンドは無理せんとってや～           |
| #55        | もうすぐゴールデンウイークやなぁ～                   |
| #56        | おやすみの日はいっぱい寝たいなぁ〜                   |
| #57        | 5月はメイやで〜                                      |
| #58        | 色んなコーナーのメッセージ待ってるで～               |
| #59        | キング・オブ・15文字待ってるで～                     |
| #60        | 存じてない問題頼むで～新コーナーのタイトルも送ってね |
| #61        | 来週何が発表あるかもよ～                             |
| #62        | いろんなコーナーにメッセージ送ってや～               |
| #63        | 7月27日やで～                                        |
| #64        | 7月27日はみんなに会えるのめっちゃ楽しみにしてるで～  |
| #65        | 7月27日の2次抽選はまだあるんやで～                   |
| #66        | 大阪待ってるで～                                     |
| #67        | 公録用のメッセージ待ってるやで～                     |
| #68        | 暑いサマーやなぁ～                                   |
| #69        | 大阪で一緒にドキドキするで〜                         |